# Torbanlea
Torbanlea är en ort i Australien. Den ligger i kommunen Fraser Coast och delstaten Queensland, omkring 240 kilometer norr om delstatshuvudstaden Brisbane.
Runt Torbanlea är det glesbefolkat, med 20 invånare per kvadratkilometer.. Närmaste större samhälle är Howard, nära Torbanlea.
I omgivningarna runt Torbanlea växer huvudsakligen savannskog. Genomsnittlig årsnederbörd är 1 350 millimeter. Den regnigaste månaden är mars, med i genomsnitt 291 mm nederbörd, och den torraste är september, med 21 mm nederbörd.